# 柳德米拉·彼得魯舍夫斯卡婭
柳德米拉·彼得魯舍夫斯卡婭（俄语：Людмила Стефановна Петрушевская；1938年5月26日—），是俄罗斯作家、小说家和剧作家。她的作品與戲劇，经常受到苏联政府的审查與禁止。經濟改革后，出版了许多备受推崇的散文作品。
彼得魯舍夫斯卡婭，被視為俄罗斯在世的重要作家，甚至譽為「當代契诃夫」，深受亚历山大·索尔仁尼琴影響。 1992年，小說《夜深時分》獲得普希金獎，入圍俄罗斯布克奖。2010年，獲得世界奇幻奖。 2017年，她出版了回忆录《來自首都酒店的女孩》。

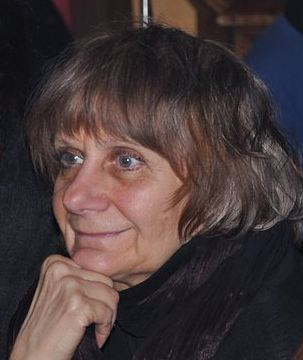
2009年2月

彼得魯舍夫斯卡婭创作兴趣广泛，寫作之外，还是名歌手，曾从事电影动画、编剧和画家的工作。

## 生涯
1938年5月26日，彼得魯舍夫斯卡婭生于苏联莫斯科的首都酒店。 1941年，她的父亲，布尔什维克知识分子，被宣布为国家的敌人。他抛弃了彼得魯舍夫斯卡婭母子，逃往古比雪夫（今萨马拉）。 彼得魯舍夫斯卡婭的童年在集体家庭、街头與公共公寓中度过。 《來自首都酒店的女孩》中，由于瘦弱的身形，她获得了“莫斯科火柴棍”的绰号。
9岁时，彼得魯舍夫斯卡婭和她的母亲回到莫斯科。成年後，她于莫斯科国立大学取得新闻学学位。
《出版者周刊》盛讚彼得魯舍夫斯卡婭“普遍認可是最优秀的在世俄罗斯作家之一”。 近几十年来，她的作品在西方廣博盛名。作品揉合後現代手法與契诃夫等作家的心理洞察力及寫作風格。
經濟改革前，彼得魯舍夫斯卡婭致力於戲劇寫作，但剧场的审查比想像中严格。 在《金融时报》的訪談中，她說當時经常受到KGB的监视，面临苏联审查机构的刁難。 她曾在《新世界》投稿一篇散文，而雜誌认为发表风险太大：“他们说他们无法保护我。那是非常血腥的时代。「如果他们選擇出版了我的作品，我會蒙受惡名，冒著危險，最终鋃鐺入狱。」 尽管如此，她还是创作了许多受人尊敬的戏剧，如1977年的《行板》(andante)。1979年，她參與俄罗斯动画电影《故事的故事》(Сказка сказок)；1998年，在第三届俄罗斯动画电影节中担任评委，發揮在電影的影響力。
在戈巴契夫时代，她开始出版她以前保密的小说和短篇小说，第一部故事集《愛是永恆》廣受歡迎。 其他後來的作品，如小说《夜深時分》（1992）和《第一》 ，均入围俄罗斯布克奖。2003年，德国阿爾弗雷德·托普弗·史蒂芬基金會授予彼得魯舍夫斯卡婭普希金奖。2004年，獲俄罗斯国家艺术奖；2005年，獲史坦尼斯拉夫斯基奖；2006年，獲凯旋奖(Triumph Prize)。

《曾有個女人試圖殺死她鄰居的嬰兒》是短篇小说集，2009年10月在美出版。2010年，获得世界奇幻奖。 《曾有個女人試圖殺死她鄰居的嬰兒》等英文譯作鞏固彼得魯舍夫斯卡婭在西方的評價：
彼得魯舍夫斯卡婭的故事，乍看之下，是凄凉的怪诞故事，充斥着嫉妒的邻居、自私的青少年和用夸张的爱过度补偿的父母。但最终，彼得魯舍夫斯卡婭巧妙地運用反差，製造靈光。无论是以宽恕还是爱的形式，作品的韧性與匠心都贯穿于艰难的故事之中。由于故事人物周围的黑暗，这些人性的痕迹变得更加鲜明——而且更加明亮。
该系列之后于 2013 年出版了第二本英文作品《曾有個女孩勾引姐夫，而他上吊了》，和 2017 年回忆录《來自首都酒店的女孩》。
彼得魯舍夫斯卡婭倾向于回避对她的文学成就的赞美——在 1993 年接受莎莉·莱尔德的采访时，她说：“俄罗斯是女荷马的土地。女性像荷马般口述自己的故事，不发明任何新东西。她们具有讲故事的才华。我只是听众。”根据薇弗·格羅索的採訪，她还回应了她的名气，说：“这与我无关。”
60多岁时，彼得魯舍夫斯卡婭开始了歌唱生涯，为她最喜欢的歌曲创作新歌词。2008年以来，她经常在莫斯科、俄罗斯各地，以及国际上表演歌舞。她以唱法国和德国爵士歌曲而闻名，也创作自己的歌曲。
彼得魯舍夫斯卡婭，也是艺术家，其肖像畫、裸体畫和静物畫曾在許多俄罗斯博物馆展出，包含特列季亚科夫画廊、普希金美术博物馆和国家文学博物馆，以及私人画廊。

## 作品
- 《愛是永恆》(Бессмертная любовь, 1987)
- 《夜深時分》(Время ночь, 1992) [7]
- 《第一》(Номер Один, или В садах других возможностей, 2004)
- 《曾有個女人試圖殺死她鄰居的嬰兒》(There Once Lived a Woman Who Tried to Kill Her Neighbor's Baby, 2009)
- 《曾有個女孩勾引姐夫，而他上吊了：爱情故事》(There Once Lived a Girl Who Seduced Her Sister's Husband, and He Hanged Himself: Love Stories, 2013)
- 《曾有個母親爱她的孩子，直到他们搬回来》(There Once Lived a Mother Who Loved her Children Until They Moved Back In, 2014)
- 《來自首都酒店的女孩》(The Girl from the Metropol Hotel, 2017)[13]

中譯本
- 《夜深時分》(ISBN 9787533937973)
- 《迷宮》(ISBN 9787532155286)